# Rajd Manx International 1990
Rajd Manx International 1990 (28. Manx International Rally) – 28. edycja rajdu samochodowego Rajd Manx rozgrywanego w Wielkiej Brytanii. Rozgrywany był od 11 do 14 września 1990 roku. Była to trzydziesta szósta runda Rajdowych Mistrzostw Europy w roku 1990 (rajd miał najwyższy współczynnik - 20) oraz szósta runda Rajdowych Mistrzostw Wielkiej Brytanii. Składał się z 40 odcinków specjalnych.

## Klasyfikacja rajdu
| Miejsce                      | Kierowca                     | Pilot                        | Samochód                      | Czas                         | Strata                       |                              |
| Klasyfikacja generalna i ERC | Klasyfikacja generalna i ERC | Klasyfikacja generalna i ERC | Klasyfikacja generalna i ERC  | Klasyfikacja generalna i ERC | Klasyfikacja generalna i ERC | Klasyfikacja generalna i ERC |
| ---------------------------- | ---------------------------- | ---------------------------- | ----------------------------- | ---------------------------- | ---------------------------- | ---------------------------- |
| 1.                           | Russell Brookes              | Neil Wilson                  | Ford Sierra RS Cosworth 4x4   | 3:42:21                      | 0.0                          |                              |
| 2.                           | Bertie Fisher                | Rory Kennedy                 | BMW M3 E30                    | 3:43:06                      | +45                          |                              |
| 3.                           | Colin McRae                  | Derek Ringer                 | Ford Sierra RS Cosworth       | 3:43:26                      | +1:05                        |                              |
| 4.                           | James Cullen                 | Ellen Morgan                 | Ford Sierra RS Cosworth       | 3:43:48                      | +1:27                        |                              |
| 5.                           | Graham Middleton             | Paul Watkins                 | BMW M3 E30                    | 3:48:43                      | +6:22                        |                              |
| 6.                           | Sepp Haider                  | Peter Diekmann               | Opel Kadett GSI 16V           | 3:49:54                      | +7:33                        |                              |
| 7.                           | Chris Birkbeck               | Steve Harris                 | Vauxhall Astra GTE            | 3:50:18                      | +7:57                        |                              |
| 8.                           | Ramón Ferreyros              | Andrew Moss                  | Ford Sierra Sapphire Cosworth | 3:54:25                      | +12:04                       |                              |
| 9.                           | Andrew Wood                  | Dougie Paterson              | Ford Sierra RS Cosworth       | 3:55:30                      | +13:09                       |                              |
| 10.                          | Paul Frankland               | Keith Chipcase               | Peugeot 205 GTI 1.6           | 4:01:55                      | +19:34                       |                              |